# NGC 2809
NGC 2809 је лентикуларна галаксија у сазвежђу Рак која се налази на NGC листи објеката дубоког неба.
Деклинација објекта је + 20° 4' 9" а ректасцензија 9h 17m 6,9s. Привидна величина (магнитуда) објекта NGC 2809 износи 12,9 а фотографска магнитуда 13,9. NGC 2809 је још познат и под ознакама UGC 4910, MCG 3-24-33, CGCG 91-54, PGC 26220.